# Pièce commémorative de 1 dollar américain Christa McAuliffe
La pièce commémorative de 1 dollar américain Christa McAuliffe est une pièce commémorative, non circulante, émise par la Monnaie des États-Unis en 2021 et frappée par la Monnaie de Philadelphie.
Elle est autorisée par la Loi Publique 116-65, du 9 octobre 2019, qui crée une monnaie commémorative en reconnaissance de l'enseignante d'études sociales et astronaute Christa McAuliffe, la première participante au programme de la NASA Teacher in Space (professeur dans l'espace), décédée avec ses six collègues dans l'explosion de la navette spatiale Challenger, le 28 janvier 1986.

## Contexte
Christa McAuliffe est une enseignante et astronaute américaine originaire de Concord, dans le New Hampshire, qui perd la vie à bord de la navette spatiale Challenger lors de la mission STS-51-L, où elle officie en tant que spécialiste de charge utile. En 1985, McAuliffe est sélectionnée parmi plus de 11 000 candidats pour le projet de la NASA Teacher in Space (professeur dans l'espace) et est programmée pour devenir la première enseignante à voyager dans l'espace. En tant que membre de la mission STS-51-L, elle prévoit de mener des expériences et d'enseigner deux leçons à bord du Challenger. Le 28 janvier 1986, la navette se désintégre 1 minute et 13 secondes après le lancement, entraînant la mort de tous les occupants. Après son décès, plusieurs écoles sont nommées en son honneur, et McAuliffe est décorée à titre posthume de la Congressional Space Medal of Honor en 2004.

## Législation
La loi publique 109-285 demande au Secrétaire au Trésor la frappe de pièces commémoratives afin de célébrer Christa McAuliffe, professeure et astronaute, décédée en 1986. Elle passe et est approuvée par la Chambre des représentants le 9 juillet 2019 et le 19 septembre par le Sénat. Elle est signée par le président Donald Trump le 9 octobre de la même année.

## Dessin

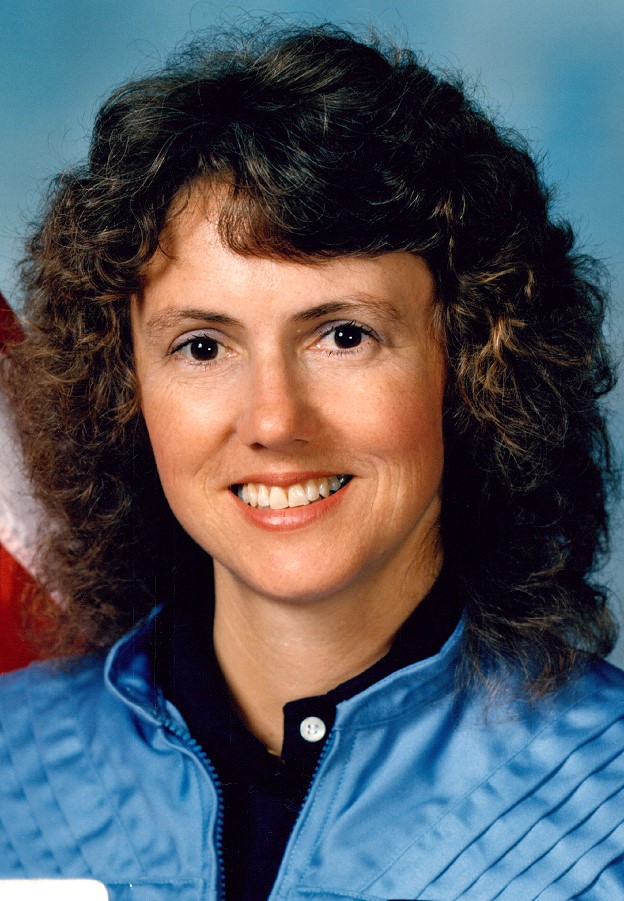
Christa McAuliffe en 1985.

La Monnaie des États-Unis organise en 2020 un concours pour choisir le dessin de la pièce commémorative, conformément aux directives de la loi qui l'autorise, et les dessins participants sont présentés le 23 juin de la même année. Après la sélection, le directeur de la Monnaie, David J. Ryder, annonce le 18 décembre 2020 le design gagnant,.
L'avers de la pièce, conçu par Laurie Musser, du programme Artistic Infusion (AIP), et gravé par Phebe Hemphill, est caractérisé par un portrait de Christa McAuliffe tournée vers la gauche, avec un regard empreint d'espoir, entouré de la légende CHRISTA McAULIFFE, ainsi que de la date d'émission, 2021 et des devises LIBERTY et IN GOD WE TRUST, habituelles sur les monnaies américaines,. 
Le revers, conçu par Emily Damstra, également de l'AIP, et gravé par Joseph Menna, montre une scène où McAuliffe exerce son travail d'enseignante avec trois étudiants du secondaire qui observent ébahis ce que leur professeur leur indique dans le ciel. Sept étoiles rendent hommage aux personnes ayant perdu la vie dans l'accident de la navette spatiale Challenger. Le logo de l'organisation FIRST (For Inspiration and Recognition of Science and Technology (en)) est également présent sur le champ. Tout cela est entouré de la légende I TOUCH THE FUTURE / I TEACH (je touche le futur, j'enseigne), ainsi que de la devise E PLURIBUS UNUM, de la mention de la valeur faciale de la pièce, ONE DOLLAR et du nom du pays, UNITED STATES OF AMERICA,.

## Production et vente
La loi qui autorise l'émission de cette pièce commémorative prévoit un tirage maximum de 350 000 exemplaires, bien que finalement seulement 16 038 pièces en version brillant universel et 54 191 avec une finition belle épreuve soient frappées. La pièce est produite à la Monnaie de Philadelphie dans les deux versions, et la population peut commencer à passer des commandes à partir du 28 janvier 2021.
Las pièce est vendue au prix de 74 dollars en version brillant universel et 79 dollars en condition belle épreuve. 10 % des bénéfices réalisés par la vente de cette pièce sont destinés au programme de robotique FIRST, dans le but d'attirer les jeunes vers la science, l'ingénierie et les mathématiques (STIM).